# Dasypops schirchi
Dasypops schirchi är en groddjursart som beskrevs av Miranda-Ribeiro 1924. Dasypops schirchi ingår i släktet Dasypops och familjen Microhylidae. IUCN kategoriserar arten globalt som sårbar. Inga underarter finns listade i Catalogue of Life.